# القنب الهندي في الجزائر
القنب الهندي في الجزائر غير قانوني في الغالب, على الرغم من استهلاكه على نطاق واسع. بموجب القانون رقم 04-18 13 ذو القعدة 1425 (25 ديسمبر 2004), والمرسوم التنفيذي رقم 07-228 15 رجب 1428 (30 يوليو 2007), يحظر الزراعة والتجارة والحيازة, باستثناء الأغراض الطبية, بشرط الحصول على إذن مسبق من وزير الصحة.

## تاريخ
يُعتقد أن القنب الهندي قد تم إدخاله إلى الجزائر من خلال الغزوات العربية في القرنين التاسع والثاني عشر.
لعب تعاطي القنب الهندي في الجزائر أيضًا دورًا في نشر هذه العادة في فرنسا, بعد احتلال فرنسا للجزائر عام 1830. لاحظ الدكتور جاك جوزيف مورو آثار الحشيش في الجزائر على شكل مادة صالحة للأكل تسمى dawamesc, وكان هذا الدواء هو الذي قدمه إلى نادي Paris des Hashischins.

في عام 1854, كتب جون موريل عن أسفاره في الجزائر:
في الجزائر يطبقون أسماء الكيف والحشيش وأحيانًا التكروري على أقصى ساق القنب الهندي, بما في ذلك الأوراق والزهور والبذور, التي يدخنها السكان الأصليون أحيانًا في أنابيب صغيرة جدًا. هؤلاء المدخنون هم في الغالب من سكان المدن والقرى, ونادرا ما يقابلهم البدو.
تم حظر القنب الهندي لأول مرة تحت الحكم الفرنسي بموجب المراسيم الصادرة في 14 سبتمبر 1916 و 9 فبراير 1917.